# 海拉尔站
海拉尔站位于中国内蒙古自治区呼伦贝尔市海拉尔区，为哈尔滨铁路局管辖站，经过铁路有滨洲铁路。

## 历史

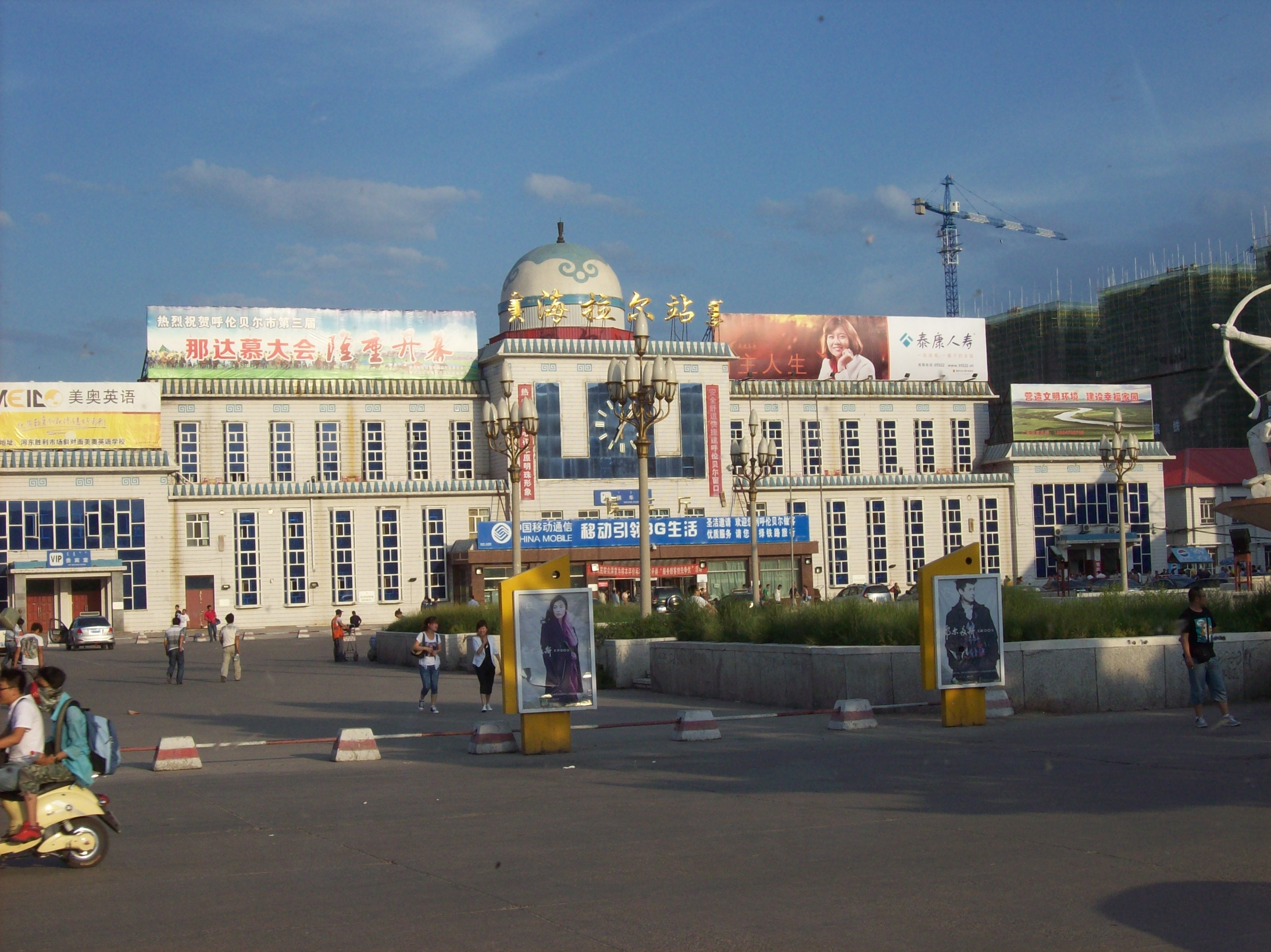
海拉尔站的老站房（2012年）

海拉尔站始建于清光绪二十七年（公元1901年），1903年7月14日在中东铁路下行747.4公里处正式建站，俄国方面最初译为海浪站，1903年底为海拉尔站，当时的站房为上下两层的石房。
海拉尔站于1980年代改建成木质平房站舍，1997年再度扩建，将原来的一层房舍改建成两层楼。2008年10月20日，海拉尔火车站改造及环境综合整治工程开工，新站房于2009年7月10日奠基，2010年10月29日封顶。
海拉尔站新站房于2012年12月28日投入使用。

## 车站设施

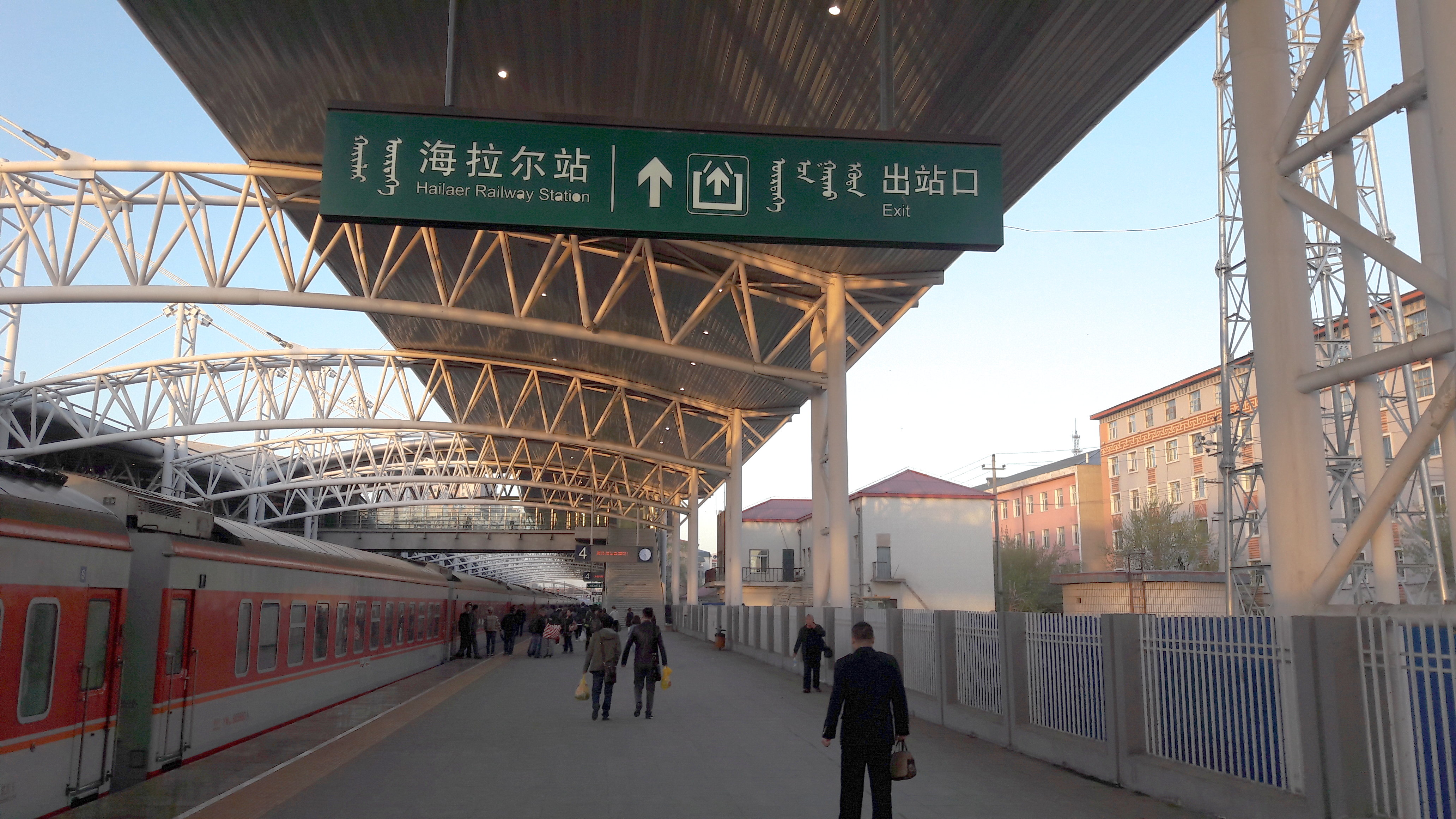
站改后的海拉尔站4站台（2016年5月）

## 始发列车
| 车次      | 终点站   | 车次       | 终点站 |
| --------- | -------- | ---------- | ------ |
| K7098/5/4 | 哈尔滨   | 2082/4     | 大连   |
| 4184/1    | 满归     | 4185、4187 | 满洲里 |
| 6236      | 齐齐哈尔 | 6238/9     | 塔尔气 |
| 6268/9    | 莫尔道嘎 |            |        |

## 周边
- 友谊医院
- 交通商场
- 海拉尔区妇幼保健所
- 海拉尔市第七中学
- 海拉尔区人民法院执行局
- 海拉尔河
- 河心公园
- 靠山街派出所
- 海拉尔铁路公安处
- 海拉尔铁路运输法院